# Grand Prix-wegrace van Joegoslavië 1977
De Grand Prix-wegrace van Joegoslavië 1977 was de zesde race van het wereldkampioenschap wegrace in het seizoen 1977. De race werd verreden op 19 juni 1977 op het stratencircuit Opatija, in Joegoslavië langs de kust van de Kvarnergolf tussen Opatija en Rijeka. Deze Grand Prix kostte het leven aan Giovanni Ziggiotto en Ulrich Graf.

## Algemeen
De Grand Prix van Joegoslavië kostte de levens van Giovanni Ziggiotto (gevallen tijdens de trainingen) en Ulrich Graf (gevallen in de 50cc-race). Deze wedstrijd, die van de coureurs nog vaak respijt had gekregen omdat de organisatoren veel werk maakten van de veiligheid, bleek door de hoge rotswanden en trottoirbanden toch echt te gevaarlijk en werd na 1977 verplaatst naar het Automotodrom Grobnik in Rijeka. Alan North, die in de 250cc-klasse aan de leiding van het klassement stond, kreeg geen startbewijs vanwege de apartheidspolitiek in zijn geboorteland Zuid-Afrika. Om die reden moesten zijn landgenoten Jon Ekerold en Kork Ballington met hun tweede paspoort starten; Ekerold had ook een Noors paspoort en Ballington een Brits. 

## 350 cc
Slechts tien coureurs haalden de finish van de 350cc-GP van Joegoslavië. John Dodds had de snelste trainingstijd gereden, maar de kopstart was voor Jon Ekerold. Door de warmte waren er enorm veel uitvallers, maar de race werd gewonnen door Takazumi Katayama, die eigenlijk dubbel gehandicapt was. Zijn gebroken sleutelbeen was enkele dagen tevoren met een plaatje vastgezet en zijn driecilinder Yamaha werd in Amsterdam herbouwd nadat de machine in Chimay was uitgebrand. Katayama moest dus met een tweecilinder Yamaha rijden. Ekerold finishte als tweede en Michel Rougerie werd derde. Het Harley-Davidson-team bracht haar machines niet eens meer mee naar de Joegoslavië. In de 350cc-klasse haalden slechts tien rijders de finish.

### Uitslag 350 cc
| Pos | Coureur            | Merk              | Tijd              | Punten            |
| --- | ------------------ | ----------------- | ----------------- | ----------------- |
| 1   | Takazumi Katayama  | Yamaha            | 56' 53" 0         | 15                |
| 2   | Jon Ekerold        | Yamaha            | +35" 2            | 12                |
| 3   | Michel Rougerie    | Yamaha            | +1' 09" 7         | 10                |
| 4   | Tom Herron         | Yamaha            | +1' 16" 9         | 8                 |
| 5   | John Dodds         | Yamaha            | +1' 19" 8         | 6                 |
| 6   | Olivier Chevallier | Yamaha            | +1' 43" 3         | 5                 |
| 7   | Patrick Fernandez  | Yamaha            | +1' 53" 3         | 4                 |
| 8   | Pekka Nurmi        | Yamaha            | +1' 57" 8         | 3                 |
| 9   | Jean-Claude Hogrel | Yamaha            | +1 ronde          | 2                 |
| 10  | Helmut Kassner     | Yamaha            | +1 ronde          | 1                 |
| DNF | Mario Lega         | Bakker-Morbidelli | Bakker-Morbidelli |                   |
| DNF | Giacomo Agostini   | Yamaha            | val               |                   |
| DNF | János Drapál       | Yamaha            |                   |                   |
| DNF | Patrick Pons       | Yamaha            |                   |                   |
| DNF | Leif Gustafsson    | Yamaha            |                   |                   |
| DNF | Pentti Korhonen    | Yamaha            |                   |                   |
| DNF | Kork Ballington    | Yamaha            | val               |                   |
| DNF | Christian Sarron   | Yamaha            | val               |                   |
| DNF | Gianni Pelletier   | Yamaha            |                   |                   |
| DNF | Karl Auer          | Yamaha            |                   |                   |
| DNF | Eero Hyvärinen     | Yamaha            |                   |                   |
| DNF | Denis Boulom       | Yamaha            | val               |                   |
| DNF | Gianfranco Bonera  | Yamaha            |                   |                   |
| DNF | Ken Nemoto         | Yamaha            |                   |                   |
| DNF | Sven Andersson     | Yamaha            |                   |                   |
| DNF | Chiuro             | Yamaha            |                   |                   |
| DNF | Werner Schmied     | Rotax             |                   |                   |
| DNF | Ernst Fagerer      | Yamaha            |                   |                   |
| DNF | Giuseppe Consalvi  | Yamaha            |                   |                   |
| DNS | José Cecotto       | Yamaha            |                   |                   |
| DNS | Alan North         | Yamaha            | politieke redenen | politieke redenen |

## 250 cc
Alan North stond aan de leiding van het 250cc-kampioenschap, maar kreeg in Joegoslavië een startverbod vanwege de apartheidspolitiek in zijn land. Paolo Pileri kwam eindelijk weer aan de start na zijn val zes weken eerder in Oostenrijk. Ook Patrick Fernandez, wiens leven in Oostenrijk nog aan een zijden draadje had gehangen, was weer terug (hij werd zelfs zesde). Michel Rougerie was de snelste in de training, maar viel in de race al snel uit. Na de eerste ronde kwamen de Morbidelli-coureurs Mario Lega en Paolo Pileri met een grote voorsprong langs start/finish, maar na ongeveer vijf ronden begon Lega weg te lopen. Pileri kreeg net als vele anderen problemen met zijn koppeling waardoor hij uitviel. Takazumi Katayama was vanaf het middenveld naar voren gekomen en finishte als tweede. Hij had een week eerder in Chimay een sleutelbeen gebroken maar had dat door de beroemde dr. Derweduwen met een plaatje vast laten zetten. Tom Herron werd derde. Hierdoor nam Mario Lega de leiding in het kampioenschap over terwijl Alan North terugzakte naar de vierde plaats. 

### Uitslag 250 cc
| Pos | Coureur             | Merk            | Tijd              | Punten            |
| --- | ------------------- | --------------- | ----------------- | ----------------- |
| 1   | Mario Lega          | Morbidelli      | 49' 19" 4         | 15                |
| 2   | Takazumi Katayama   | Yamaha          | +6" 2             | 12                |
| 3   | Tom Herron          | Yamaha          | +41" 2            | 10                |
| 4   | John Dodds          | Yamaha          | +48" 3            | 8                 |
| 5   | Pierluigi Conforti  | Yamaha          | +51" 4            | 6                 |
| 6   | Patrick Fernandez   | Yamaha          | +1' 02" 2         | 5                 |
| 7   | Pentti Korhonen     | Yamaha          | +1' 06" 0         | 4                 |
| 8   | Jon Ekerold         | Yamaha          | +1' 10" 2         | 3                 |
| 9   | Pekka Nurmi         | Yamaha          | +1' 27" 0         | 2                 |
| 10  | Patrick Pons        | Yamaha          | +1' 44" 7         | 1                 |
| 11  | Christian Sarron    | Yamaha          | +1' 45" 7         |                   |
| 12  | Gianni Pelletier    | Yamaha          | +1' 46" 1         |                   |
| 13  | Hans Müller         | Yamaha          | +2' 05" 8         |                   |
| 14  | Toni Mang           | Yamaha          | +2' 09" 2         |                   |
| 15  | Leif Gustafsson     | Yamaha          | +1 ronde          |                   |
| 16  | José Cecotto        | Yamaha          | +1 ronde          |                   |
| 17  | Sauro Pazzaglia     | Yamaha          | +1 ronde          |                   |
| 18  | Giuseppe Consalvi   | Yamaha          | +1 ronde          |                   |
| DNQ | Rudolf Weiss        | Yamaha          |                   |                   |
| DNQ | Sven Andersson      | Yamaha          |                   |                   |
| DNQ | Marijan Kosic       | Yamaha          |                   |                   |
| DNQ | Ken Nemoto          | Yamaha          |                   |                   |
| DNQ | Chiuro              | Yamaha          |                   |                   |
| DNQ | Branko Bevanda      | Yamaha          |                   |                   |
| DNQ | Majher              | Yamaha          |                   |                   |
| DNQ | Miodrag Saric       | Yamaha          |                   |                   |
| DNQ | Giovanni Ziggiotto  | Harley-Davidson | Harley-Davidson   | (†)               |
| DNQ | Per-Edvard Carlsson | Yamaha          |                   |                   |
| DNF | Michel Rougerie     | Yamaha          |                   |                   |
| DNF | Paolo Pileri        | Morbidelli      | koppeling         | koppeling         |
| DNF | Walter Villa        | Harley-Davidson | Harley-Davidson   |                   |
| DNF | Guy Bertin          | Yamaha          | val               |                   |
| DNF | Barry Ditchburn     | Kawasaki        |                   |                   |
| DNF | Masahiro Wada       | Kawasaki        | val               |                   |
| DNF | Olivier Chevallier  | Yamaha          |                   |                   |
| DNF | Eero Hyvärinen      | Yamaha          | val               |                   |
| DNF | Kork Ballington     | Yamaha          |                   |                   |
| DNF | Franco Uncini       | Harley-Davidson | Harley-Davidson   | val               |
| DNF | Helmut Kassner      | Yamaha          |                   |                   |
| DNF | Harald Bartol       | Yamaha          |                   |                   |
| DNS | Alan North          | Yamaha          | politieke redenen | politieke redenen |

## 125 cc
In Opatija kon Ángel Nieto (nog steeds op de oude Bultaco  omdat de nieuwe racer niet klaar was) enkele ronden bij Pier Paolo Bianchi blijven, maar daarna reed Bianchi gemakkelijk van hem weg om te winnen. Nieto werd tweede en Maurizio Massimiani haalde met een Morbidelli zijn eerste podiumplaats. In de 125cc-klasse haalden slechts tien rijders de finish. De Zwitserse deelnemers (Stefan Dörflinger, Hans Müller en Xaver Tschannen) zetten hun machines al vroeg aan de kant uit piëteit met hun verongelukte landgenoot Ulrich Graf. 

### Uitslag 125 cc
| Pos | Coureur                | Merk       | Tijd      | Punten |
| --- | ---------------------- | ---------- | --------- | ------ |
| 1   | Pier Paolo Bianchi     | Morbidelli | 46' 25" 4 | 15     |
| 2   | Ángel Nieto            | Bultaco    | +1' 13" 9 | 12     |
| 3   | Maurizio Massimiani    | Morbidelli | +1' 37" 4 | 10     |
| 4   | Jean-Louis Guignabodet | Morbidelli | +1' 52" 8 | 8      |
| 5   | Ermanno Giuliano       | Morbidelli | +2' 09" 4 | 6      |
| 6   | Matti Kinnunen         | Morbidelli | +2' 16" 1 | 5      |
| 7   | Toni Mang              | Morbidelli | +2' 28" 2 | 4      |
| 8   | Cees van Dongen        | Morbidelli | +1 ronde  | 3      |
| 9   | Claudio Lusuardi       | Morbidelli | +2 ronden | 2      |
| 10  | Julien van Zeebroeck   | Morbidelli | +3 ronden | 1      |
| DNF | Eugenio Lazzarini      | Morbidelli |           |        |
| DNF | Harald Bartol          | Morbidelli |           |        |
| DNF | Pierluigi Conforti     | Morbidelli |           |        |
| DNF | János Drapál           | Morbidelli |           |        |
| DNF | Stefan Dörflinger      | Morbidelli | Gestopt   |        |
| DNF | Sauro Pazzaglia        | Morbidelli | val       |        |
| DNF | Willy Pérez            | Yamaha     |           |        |
| DNF | Hans Müller            | Morbidelli | Gestopt   |        |
| DNF | Germano Zanetti        | Morbidelli |           |        |
| DNF | Thierry Noblesse       | Morbidelli |           |        |
| DNF | Xaver Tschannen        | Bender     | Gestopt   |        |
| DNF | Luigi Rinaudo          | Morbidelli |           |        |
| DNF | Branko Jelavic         | Morbidelli |           |        |
| DNF | Miodrag Saric          | Morbidelli |           |        |
| DNF | Hans-Jürgen Hummel     | Morbidelli |           |        |
| DNF | Boris Bajc             | Yamaha     |           |        |
| DNF | Herbert Rittberger     | Morbidelli |           |        |
| DNF | Ernst Fagerer          | Morbidelli |           |        |
| DNS | Giovanni Ziggiotto     | Morbidelli | (†)       | (†)    |

## 50 cc
Ángel Nieto (Bultaco) trainde als snelste in Opatija en leidde de race ook van start tot finish. Ulrich Graf (Kreidler) was aanvankelijk tweede, maar werd ingehaald door Nieto's teamgenoot Ricardo Tormo. Graf verongelukte echter terwijl hij op de derde plaats lag. Waarschijnlijk door een lekke band vloog hij tegen een rotswand. Daardoor eindigde Patrick Plisson met zijn ABF op als derde. Ulrich Graf had in 1976 uitgerekend op dit circuit de enige WK-overwinning uit zijn carrière behaald. 

### Uitslag 50 cc
| Pos | Coureur                | Merk              | Tijd      | Punten |
| --- | ---------------------- | ----------------- | --------- | ------ |
| 1   | Ángel Nieto            | Bultaco           | 40' 47" 6 | 15     |
| 2   | Ricardo Tormo          | Bultaco           | +4" 6     | 12     |
| 3   | Patrick Plisson        | ABF               | +2' 08" 9 | 10     |
| 4   | Cees van Dongen        | Kreidler          | +1 ronde  | 8      |
| 5   | Jean-Louis Guignabodet | UFO-Morbidelli    | +1 ronde  | 6      |
| 6   | Günter Schirnhofer     | Kreidler          | +1 ronde  | 5      |
| 7   | Ramón Galí             | Derbi             | +1 ronde  | 4      |
| 8   | Adrijan Bernetic       | Tomos             | +1 ronde  | 3      |
| 9   | Theo Timmer            | Kreidler          | +1 ronde  | 2      |
| 10  | Hans-Jürgen Hummel     | Kreidler          | +1 ronde  | 1      |
| 11  | Ingo Emmerich          | Kreidler          | +1 ronde  |        |
| 12  | Claudio Lusuardi       | Lusuardi          | +1 ronde  |        |
| 13  | Otto Machinek          | Kreidler          | +3 ronden |        |
| 14  | Aldo Pero              | Kreidler          | +3 ronden |        |
| 15  | Vilko Sever            | Kreidler          | +4 ronden |        |
| DNF | Eugenio Lazzarini      | Van Veen-Kreidler |           |        |
| DNF | Herbert Rittberger     | Van Veen-Kreidler |           |        |
| DNF | Ulrich Graf            | Kreidler          | val       | (†)    |
| DNF | Stefan Dörflinger      | Kreidler          |           |        |
| DNF | Boris Bajc             | Kreidler          |           |        |
| DNF | Rudolf Kunz            | Kreidler          |           |        |
| DNF | Nevio Paliska          | Tomos             | val       |        |
| DNF | Engelbert Kip          | Kreidler          |           |        |
| DNF | Wolfgang Müller        | Kreidler          |           |        |
| DNF | Giorgio Antolini       | Derbi             |           |        |
| DNF | Ove Skifjeld           | Kreidler          |           |        |
| DNF | Boris Marusa           | Kreidler          |           |        |
| DNF | Repizky                | Kreidler          |           |        |
| DNF | Julien van Zeebroeck   | Kreidler          |           |        |
| DNF | Joaquín Galí           | Bultaco           |           |        |

1972 · 1973 · 1974 · 1975 · 1976 · 1977 · 1978 · 1979 · 1980 · 1981 · 1982 · 1983 · 1984 · 1985 · 1986 · 1987 · 1988 · 1989 · 1990